# Оаро, Полин
Полин Оаро (фр. Pauline Hoarau, род. 1994, Реюньон) — французская модель.

## Биография
В 2011 году выиграла конкурс «Elite Model Look» в Реюньоне и представляла свой регион в финале, где вошла в ТОП-15. После удачного выступления подписала несколько контрактов с агентством Elite Model Management. Также работала с The Society Management, Model Management и Munich Models.
В 2014 году была номинирована на премию «Melty Future Awards».
На протяжении своей карьеры она рекламировала такие бренды как Armani Exchange, H&M, Jason Wu, Polo Ralph Lauren, Tommy Hilfiger, Topshop. Участвовала в более чем 200 модных показах.
Снималась для обложек журналов Elle, Harper’s Bazaar, Interview, Numéro, Teen Vogue, Vogue и других.
В 2017 году сыграла императрицу Алои в фильме «Валериан и город тысячи планет».
В 2019 году сыграла небольшую роль в фильме «Анна».

## Личная жизнь
4 июля 2021 года родила сына от Саймона Торета. В мае 2022 года они поженилась. 21 апреля 2023 года родила дочь Лу.